# Ray Chen

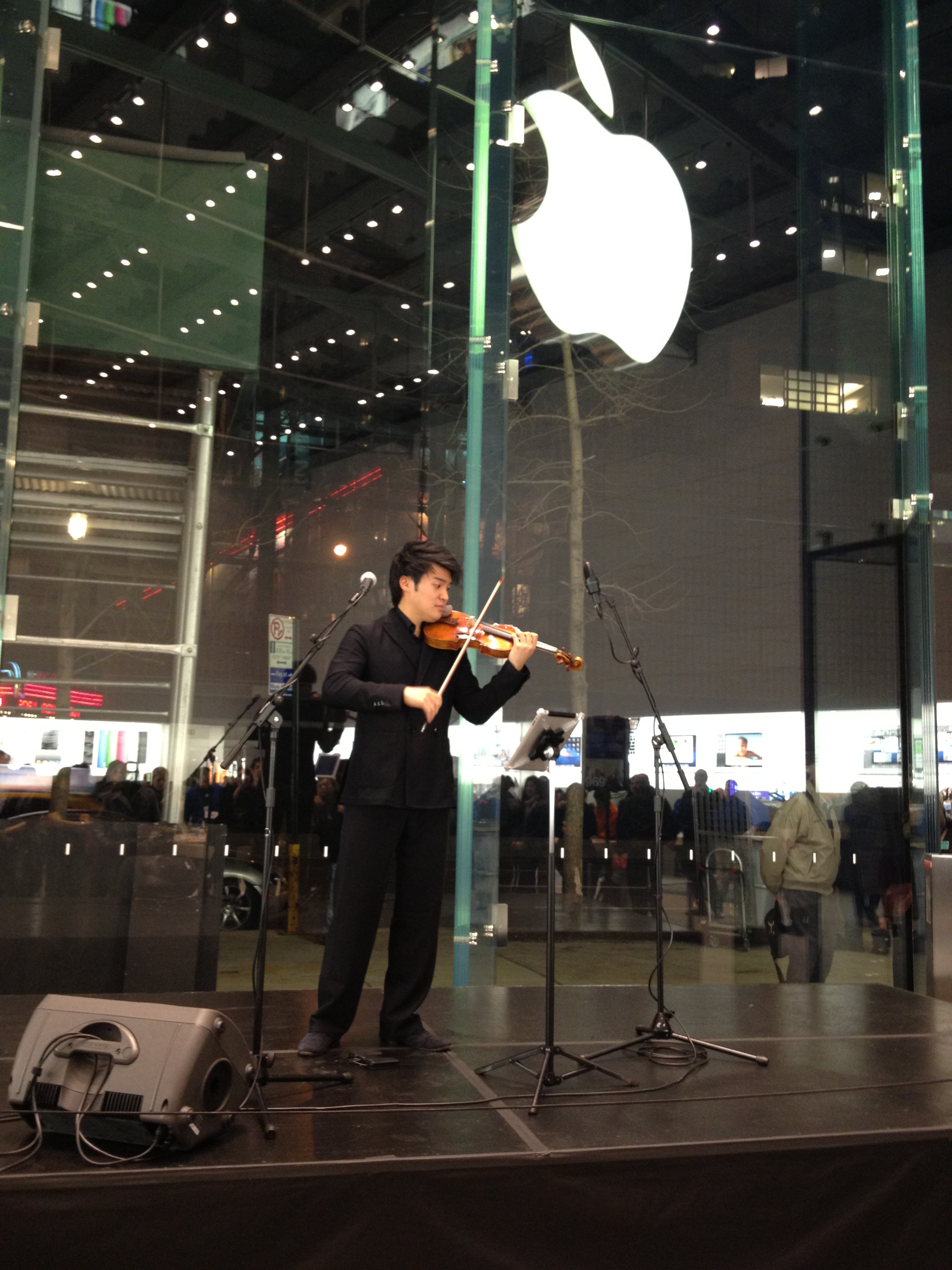
Ray Chen treedt op in de Apple Store in New York

Ray Chen (Taipei, 6 maart 1989) is een Australisch violist, geboren in Taiwan. In mei 2009 won hij de eerste prijs in de prestigieuze Koningin Elisabethwedstrijd voor viool te Brussel.

## Biografie
Chen werd geboren in Taiwan, waar hij reeds op vierjarige leeftijd viool begon te studeren. Later verhuisde hij met zijn familie naar Queensland in Australië, waar hij verder opgroeide. Op 8-jarige leeftijd gaf hij zijn eerste concert met het Queensland Philharmonic Orchestra en het jaar daarop werd hij gevraagd te spelen tijdens de opening van de Olympische Winterspelen in Osaka, Japan. Hij volgde lessen bij Professor Peter Zhang aan het Sydney Conservatory.
Op 15-jarige leeftijd werd hij toegelaten tot het Curtis Institute of Music in Philadelphia, waar hij werkte met Aaron Rosand. Hij studeerde ook bij David Cerone, Pamela Frank, Joseph Silverstein en Kerry Smith (Queensland Conservatory). Momenteel (2009) studeert hij viool aan het Curtis Institute of Music bij Aaron Rosand in Philadelphia, USA.
Naar eigen zeggen wil hij zich spiegelen aan de eigenschappen van alle grote vioolvirtuozen: het briljante spel van Jascha Heifetz, de charme van Fritz Kreisler, de grondigheid van David Oistrach en de integriteit van Nathan Milstein. Deze jonge violist combineert een quasi feilloze speeltechniek aan een groot inlevingsvermogen met de muziek. Daarbij bezit hij ook goede communicatieve vaardigheden met het publiek. Zijn vioolspel verraadt een grote controle en een doordachte visie.

## Onderscheidingen
In 2008 won hij de Eerste Prijs van de Yehudi Menuhin International Competition for Young Violinists en trad daarna op in verschillende landen met orkesten als het Mariinsky Symphony Orchestra en het State Symphony Orchestra van Azerbeidzjan.
In 2009 won hij de Eerste Prijs van de Young Concert Artists International Auditions in New York. Via deze prijs kon Chen ook beschikken over een Stradivarius, genoemd The Macmillan, 1721.
Op 30 mei 2009 won hij als 20-jarige de eerste prijs van de Grote Internationale Prijs Koningin Elisabeth en de Prijs van Koningin Fabiola 2009. Aan deze prijs zijn naast een geldsom van €20.000, talrijke concerten te lande en cd-opnames verbonden. Daarnaast mag hij voor een periode van drie jaar beschikken over een Stradivarius (de zogenoemde Huggins-viool uit 1708) via sponsoring door de Nippon Music Foundation. Ray Chen kreeg ook de publieksprijs van Canvas en Klara ter waarde van €2500.
Ray Chen zorgde tijdens de halve finale van dit concours voor een primeur door tijdens zijn recital een laptop aan te wenden in plaats van de gedrukte partituur. Daarbij bezorgde zijn zelf geschreven cadens voor het Mozartconcerto hem het imago van durver.